# 티위어
티위어(Tiwi)는 오스트레일리아 북해안 티위 제도의 원주민인 티위족의 언어이다. 아이들이 여전히 학습하고 있는 10%의 오스트레일리아 원주민 언어 중 하나이다.
2005년 기준으로 50세 이상의 화자들이 사용하는 전통 티위어(Traditional Tiwi)는 포합어이다. 그러나 젊은 세대의 언어에서는 문법적 복잡성이 점차 사라져 가고 있다. 티위어에는 동사에 포합될 수 있는 명사류 단어가 약 100개 존재하며, 포합된 형태는 대부분 독립형과 크게 다르다.
티위어는 친척 언어가 없는 고립어로 여겨져 왔다.

## 음운론

### 자음
대부분의 오스트레일리아 언어처럼 티위어에는 음성적으로 4종류의 설정음 계열이 있다. (오스트레일리아 원주민 언어#음소 목록 참고.) 티위어에서는 설첨 치경음과 설첨 후치경음(흔히 권설음이라 불림)이 대립한다. 그러나 2종류의 설단음 계열은 상보적 분포를 보인다. 설단 후치경음(흔히 치경구개음 또는 경구개음이라 불림)은 전설모음 /i/ 앞에 나타나고, 설단 치음은 그 외의 모음 /a/, /o/, /u/ 앞에 나타난다. 따라서 음소적으로는 많아야 3개의 계열이 있다. 또한 혹자는 후치경음 [ʈ]을 자음군 /ɻt/로 분석하기도 하는데, 해당 자음이 어중에서만 나타나기 때문이다.
|        | 변자음   | 변자음   | 설단음      | 설단음      | 설첨음 | 설첨음 |
| 순음   | 연구개음 | 경구개음 | 치음        | 치경음      | 권설음 |        |
| ------ | -------- | -------- | ----------- | ----------- | ------ | ------ |
| 파열음 | p [p]    | k [k]    | j [t̠] ~ [t̪] | j [t̠] ~ [t̪] | t [t]  | rt [ʈ] |
| 비음   | m [m]    | ng [ŋ]   | ny [n̪]      | ny [n̪]      | n [n]  | rn [ɳ] |
| R음    |          |          |             |             | rr [r] | r [ɻ]  |
| 설측음 |          |          |             |             | l [l]  | rl [ɭ] |
| 접근음 | w [w]    | g [ɰ]    | y [j]       |             |        |        |

티위어에는 연구개 접근음이 있는데, 오스트레일리아 언어로서는 특이한 것이다. 오스트레일리아 언어가 보통 그렇듯 마찰음은 없다.
티위어는 어중 자음군을 허용한다. [ʈ]에 대응하는 /ɻt/ 외에도 다른 유음-파열음 연쇄와 /mp/와 같은 비음-파열음 연쇄가 허용된다. 티위어에는 또한 성문 파열음(ʔ)이 나타나지만, 문장의 끝을 표시하는 기능을 하므로 음소가 아니라 티위어 운율론의 일부로 보는 것이 적절하다.

### 모음
티위어의 모음 음소는 4개다.
|        | 전설 | 중설 | 후설 |
| ------ | ---- | ---- | ---- |
| 고모음 | i    |      | u    |
| 저모음 |      | a    | o    |

후설 저모음 /o/는 상대적으로 드물게 나타난다. /o/는 /w/ 뒤에서는 /a/와 중화되며, 어두나 어말에 나타나지 않는다. 그러나 /o/가 음소임을 보여주는 최소대립쌍이 적으나마 존재한다.
/jilati/ ‘칼’
/jiloti/ ‘영원히’
각 모음소는 다양한 변이음으로 실현되며 다른 음소의 변이음과 겹치기도 한다. 강세 없는 음절에서 /i/, /a/, /u/는 [ə]로 약화되는 경우가 많다. 음소적 장모음은 없지만, 모음 사이의 반모음이 탈락하여 장모음이 생기기도 한다. 다음과 같은 예가 있다.
/paɻuwu/ [paɻu:] (지명)

## 형태론
티위어는 매우 복잡한 동사 형태론이 특징이다. 티위어는 포합어로서 명사 포합이 활발하게 일어나, 다음 예문처럼 한 문장이 하나의 형태론적·음운론적 단어로 표현되기도 한다.
jinuatəməniŋilipaŋəmat̪at̪umaŋələpiaŋkin̪a
He came and stole my wild honey this morning while I was asleep
‘그가 오늘 아침 내가 잠들어 있는 사이에 와서 내 생꿀을 훔쳐갔다.’
티위어에서 동사에 포합될 수 있는 명사류 단어는 약 100개가 있는데, 포합된 형태는 그에 대응하는 독립형과 상당히 다른 경우가 많다. 다음과 같은 예가 있다.
| 포합형 | 독립형  | 의미   |
| ------ | ------- | ------ |
| -maŋu- | kukuni  | '민물' |
| -ki-   | yikwani | '불'   |
| -kəri- | yikara  | '손'   |

Dixon (1980)의 추정에 따르면 이러한 형태 중 일부는 단순히 문법화의 결과로 음운론적 축약을 겪은 것이고, 다른 일부는 어휘 교체와 터부로 인해 독립형과 아무런 관계가 없는 것이다.

### 동사 형태론
Osborne (1974)에 따르면 티위어 동사에 표시될 수 있는 문법범주는 11개가 있다. 아래는 그의 용어를 사용한 목록이다. 동사는 반드시 시제, 인칭, 수, 3인칭 주어와 목적어의 성에 따라 표시되어야 한다. 나머지 문법범주는 문법적으로 필수는 아니다.
| 범주           | 설명                                                                      |
| -------------- | ------------------------------------------------------------------------- |
| 인칭           | 화자·청자와 행위자·피행위자의 관계.                                       |
| 수             | 단수 또는 복수.                                                           |
| 성             | 남성 또는 여성.                                                           |
| 시제           | 과거, 비과거, 미래.                                                       |
| 상             | 무표상 외에 다음 5개의 상이 있음. 지속상, 반복상, 이동상, 기동상, 예정상. |
| 서법           | 무표적인 직설법 외에 명령법, 가정법, 강제법, 미완결법.                    |
| 태             | 재귀태, 상호태, 집합태, 사동태.                                           |
| 위치/방향      | ‘멀리서/멀리서부터’의 의미를 표시할 수 있음.                              |
| 하루 중의 시점 | 아침 또는 저녁을 표시할 수 있음.                                          |
| 자세           | 사건이 ‘선 채로’ 이루어졌는지 ‘걸으면서’ 이루어졌는지 표시할 수 있음.     |
| 강조           | 명령법 동사는 강조 표시를 할 수 있음.                                     |

### 명사 형태론
여러 오스트레일리아 원주민 언어와 마찬가지로 티위어는 명사와 형용사를 구분하지 않으며, 사물과 사물의 성질 모두 ‘명사류’라는 하나의 품사로 표현된다. 티위어의 명사류는 성과 수에 따라 굴절한다. 그러나 복수 명사는 성을 따지지 않아, 남성·여성·복수의 세 범주가 있다고 할 수 있다.

#### 성
문법성은 인간과 동물의 경우 생물학적 성에 따라 지정된다. 무정물의 경우 모양에 따라 의미론적으로 지정되는데, 가늘고 작고 곧은 것은 남성, 크고 둥글고 넉넉한 것은 여성으로 지정된다. 티위어 명사류는 문맥과 지시체에 따라 남성도 여성도 될 수 있다. 예를 들어 ‘풀’을 의미하는 단어는 풀잎 하나를 가리킬 때는 남성이지만 풀밭을 가리킬 때는 여성이다.
남성명사는 접미사 -ni 또는 -ti로 나타내고 여성명사는 -ŋa 또는 -ka로 나타낸다. 또한 많은 명사류는 별다른 표지 없이도 암묵적으로 남성 또는 여성이다. 그러나 사물의 성질을 가리키는 명사류(다른 언어의 형용사에 대응)는 반드시 수식하는 대상의 성에 따라 굴절하므로, 이러한 암묵적인 성이 무엇인지 알아낼 수 있다.
다음 표는 Osborne (1974:52)에서 가져온 것으로, 남성·여성 접미사와 그 사용 비율을 나타낸 것이다.
| 남성        | 여성        |
| ----------- | ----------- |
| -ni (54.0%) | -ŋa (54.0%) |
| -ti (17.0%) | -ka (24.5%) |
| -ø (29.0%)  | -ø (21.5%)  |

#### 수
티위어 명사류는 복수 접미사 -wi 또는 -pi를 받을 수 있다. 복수 접미사는 성 접미사와 같은 자리를 두고 경쟁하므로, 복수에는 성 구분이 없다. 몇몇 단어는 (Osborne의 셈에 의하면 19개) 복수형이 될 때 어간이 부분적으로 첩어화된다. 이때 첩어의 형태는 언제나 Ca-이다. (C는 어간의 첫 자음을 나타낸다.) 예를 들어 muruntani ‘백인 남자’와 muruntaka ‘백인 여자’의 복수형은 mamuruntawi ‘백인들’이다.

#### 인간명사와 비인간명사
Osborne에 따르면 티위어는 인간명사와 비인간명사를 구분한다. 이는 수사에서 드러난다.
|    | 인간       | 비인간 남성 | 비인간 여성 |
| -- | ---------- | ----------- | ----------- |
| 둘 | juraɻa     | jiraɻa      | jin̪t̪aɻa     |
| 셋 | jurat̪ərima | jirat̪ərima  | t̪at̪ərima    |

## 현대 티위어
유럽인과의 접촉 이후 티위어의 구조는 많은 변화를 겪어 오늘날에는 전통 티위어와 유형론적으로 사뭇 다른 현대 티위어가 나타나게 되었다. 동사 형태론과 어휘부에서 주로 변화가 일어났고 이로 말미암아 전통 티위어가 포합어였던 것에 비해 현대 티위어는 비교적 고립어에 가깝다.
영어와의 접촉으로 인해 아동 티위어(Children's Tiwi)와 티위 영어(Tiwi-English)를 비롯한 여러 티위어 변이형이 생겨났다. 티위인마다 각 변이형을 능숙하게 사용하는 정도는 차이가 있다. 1993년 기준으로 전통 티위어는 55세 이상에서만 사용되었던 반면, 현대 티위어는 30세 이하의 모든 연령대에서 사용되었다.
전통 티위어와 현대 티위어를 가르는 가장 중요한 변화는 동사 형태론의 복잡성에 있다. 전통 티위어는 포합어이지만 현대 티위어는 약간의 굴절이 있는 고립어이다. 아래 예문은 같은 내용을 전통 티위어와 현대 티위어로 각각 표현한 것이다.
전통 티위어
(Nyirra) ampi-ni-watu-wujingi-ma-j-irrikirnigi-y-angurlimay-ami.
(she) she.NPST-LOC-morning-CONT-with-CV-light-CV-walk-MOV
그녀(태양)가 아침에 저곳에서 빛나고 있다.
(축어적 의미: 그녀가 아침에 저곳에서 빛과 함께 걷고 있다.)
현대 티위어
Japinara jirra wokapat ampi-jiki-mi kutawu with layit.
morning she walk she.NPST-CONT-do over.there with light